# Phytochemistry Reviews
Phytochemistry Reviews is een wetenschappelijk tijdschrift dat zich richt op de fytochemie. De huidige ondertitel luidt Fundamentals and Perspectives of Natural Products Research. De Phytochemical Society of Europe (PSE) is verantwoordelijk het tijdschrift dat in 2002 is geïntroduceerd. Leden van de PSE kunnen korting krijgen op een abonnement. Er verschijnen jaarlijks drie nummers, die worden uitgegeven door Springer. De hoofdredacteur is Rob Verpoorte. 
Het tijdschrift publiceert over actuele onderwerpen zoals die aan bod zijn gekomen tijdens bijeenkomsten van de PSE. Het tijdschrift is bestemd voor onderwerpen met betrekking tot de toename in kennis van planten op het gebied van hun chemie, functie, biosynthese, effecten op planten en dierlijke fysiologie en pathologie (ecologische chemie) en de toepassing van deze kennis in de landbouw en de industrie. Artikelen ondergaan voor publicatie peer review. 